# Trollbach
Der Trollbach ist ein gut vier Kilometer langer orografisch linker Nebenfluss der Nahe in Rheinland-Pfalz.

## Geographie
Der Bach entspringt  bei Waldlaubersheim. Von hier fließt der Bach zunächst vor allem nach Süden und passiert die Ortslagen von Rümmelsheim und Dorsheim. Westlich der Ortslage von Münster-Sarmsheim mündet der Trollbach linksseitig in die Nahe.
Die Bundesautobahn 61 läuft durch das untere Trollbachtal.

## Sehenswürdigkeiten
Eine besondere Sehenswürdigkeit des Trollbachtals ist die Felsenlandschaft der Trollfelsen zwischen Burg-Layen bei Rümmelsheim und Münster-Sarmsheim am linken Ufer des Trollbachs.